# Hussam Zaher
Hussam El Dine Zaher (* 17. September 1965) ist ein brasilianischer Herpetologe und Paläontologe.

## Leben
Zaher studierte ab 1985 an der Fakultät für Geisteswissenschaften des Colégio Pedro II in Rio de Janeiro, wo er 1989 den Bachelor-Abschluss in den Biowissenschaften erlangte. 1990 graduierte er unter der Leitung von Alain Dubois mit der Prüfschrift La musculature adductrice de la mandibule de quelques Xenodontinae et ses implications phylogénétiques (serpentes: Colubridae) an der Universität Pierre und Marie Curie in Paris zum Master in Wirbeltierevolution. 1994 wurde er ebenfalls unter der Leitung von Dubois mit der Dissertation Phylogenie des Pseudoboini et evolution des Xenodontinae sud-americains (Serpentes, Colubridae) am Lehrstuhl für Systematik und Evolution des Muséum national d’histoire naturelle zum Ph.D. promoviert. 1997 und 1998 folgten Postdoc-Studien am Museu Nacional da Universidade Federal do Rio de Janeiro und am American Museum of Natural History. 2004 habilitierte er sich mit der Schrift Contribuições em anatomia, sistemática e paleontologia de Serpentes. Im selben Jahr wurde er außerordentlicher Professor am Museu de Zoologia da Universidade de São Paulo (MZUSP), wo er als Kurator die herpetologischen und paläontologischen Sammlungen betreut sowie die Zoologie-Aufbaustudiengänge an der Universidade de São Paulo und der Universidade Estadual Paulista in Rio Claro leitet.
Zaher ist wissenschaftlicher Mitarbeiter am Muséum national d’histoire naturelle und am American Museums of Natural History. Er ist  Mitglied des Rates der Sociedade Brasileira de Zoologia, Berater des Zentrums für gesundheitswissenschaftliche Informationen (Biblioteca Regional de Medicina, BIREME) und des Zentrums der Panamerikanischen Gesundheitsorganisation/Weltgesundheitsorganisation (PAHO/WHO) sowie wissenschaftlicher Koordinator des virtuellen Bibliotheksprogramms SciELO Biodiversity. Er ist Herausgeber der Fachzeitschriften Papéis Avulsos de Zoologia, Arquivos de Zoologia und South American Journal of Herpetology. Am Museu de Zoologia da Universidade de Sao Paulo war er Leiter der Biologischen Station Boracéia (2003), Leiter der Wirbeltierabteilung, Direktor der Abteilung für kulturelle Verbreitung sowie von 2009 bis 2013 Direktor des Museums. 
Zahers Forschungsschwerpunkt umfasst die Systematik und Evolutionsmuster von Reptilien. Er widmet sich insbesondere der Erforschung des Ursprungs und der Evolution der Schlangen.
Neben zahlreichen rezenten Reptilien- und Amphibienarten beschrieb Zaher im Jahr 2020 in Zusammenarbeit mit seinem Kollegen Krister T. Smith von der Senckenberg Gesellschaft für Naturforschung das Taxon Messelopython, das als bisher ältestes bekanntes Pythonfossil gilt.